# Хески, Эмил
Эми́л Уи́льям А́йвенхо Хе́ски (англ. Emile William Ivanhoe Heskey; 11 января 1978, Лестер) — английский футболист, нападающий.
Играл за английские клубы: «Лестер Сити», «Ливерпуль», «Бирмингем Сити», «Уиган Атлетик», «Астон Вилла», «Болтон Уондерерс» и австралийский «Ньюкасл Джетс». Участник двух чемпионатов Европы, а также чемпионатов мира 2002 и 2010 годов в составе сборной Англии.

## Ранние годы
Хески родился в Лестере, Лестершир, в семье антигуанского происхождения. Его отец, Тайрон Хески, был охранником ночных клубов в Лестере. Футболом Эмил увлекался с детства и играл за Ratby Groby Juniors, детскую команду в Лестере. Эмил выделялся среди своих одноклубников своими способностями, и в возрасте девяти лет его приняли в академию «Лестер Сити». Хески играл в ней до 1994 года, когда его взяли в основную команду «лис».

## Клубная карьера

### Лестер Сити
После игры за юношеские команды Хески дебютировал за основной состав «Лестера». Это произошло в матче английской Премьер-лиги против «Куинз Парк Рейнджерс» 8 марта 1995 года. В том сезоне «Лестер» вылетел в первый дивизион. Эмил подписал свой первый профессиональный контракт 3 октября 1995 года. В следующем сезоне, Хески стал игроком основного состава, сыграл 30 матчей, забил 7 голов и помог лисам вернуться в высший дивизион. Первый гол в качестве профессионального футболиста Хески забил команде «Норвич Сити».
В сезоне 1996/1997 Хески забил 10 голов в 35 матчах и вместе с командой дошёл до финала Кубка Англии, где в матче с «Мидлсбро» он сравнял счёт в первой игре, а «Лестер Сити» одержал победу в переигровке. В следующем сезоне, 1997/1998, он снова забил 10 голов в Премьер-лиге и стал лучшим бомбардиром клуба за тот сезон. Но в сезоне 1999/00 Хески сумел забить только шесть мячей, и подвергся критике за недостаточную результативность. Однако, в том сезоне он составил эффективную связку в нападении с Тони Котти, которому Эмил отдал немало голевых передач. Тренер Мартин О’Нил утверждал, что они помогли клубу остаться в Премьер-лиге. В 2000 году «Лестер» выиграл Кубок Лиги. В финале того турнира лисы одержали победу 2:1 над «Транмир Роверс».

### «Ливерпуль»
Хески стал членом состава «Ливерпуля» 10 марта 2000 года, «красные» заплатили за него 11 миллионов фунтов. Он сказал: «Цена [контракта] для меня ничего не значит. Я пришел сюда усердно тренироваться и получать результат». После перехода в мерсисайдский клуб мнения в прессе и в новой команде по поводу Хески разделились: журналисты высказывались о нападающем как о бесталанном игроке, однако Питер Тейлор и Майкл Оуэн поддержали футболиста. Трансфер Хески также одобрил лучший бомбардир мерсисайдцев за всю историю, Иан Раш. Эмил дебютировал за «Ливерпуль» в матче с «Сандерлендом» 11 марта 2000 года, а забил свой первый гол за новую команду в ворота «Ковентри Сити» 1 апреля. Всего за сезон Хески сыграл 12 матчей и забил 3 гола. В сезоне 2000/2001 Хески на поле в финале Кубка Англии 12 мая 2001, который «красные» выиграли у «Арсенала». В том сезоне Хески забил 22 гола, а клуб выиграл Кубок Англии, Кубок Лиги и Кубок УЕФА. Эмил забил второй гол «Ливерпуля» в поединке за Суперкубок УЕФА, когда «Ливерпуль» играл против «Баварии». Матч завершился 3-2 в пользу мерсисайдцев.
К Хески проявлял интерес «Тоттенхэм Хотспур», который был готов дать за него 12 млн фунтов в декабре 2002 года, но Улье заявил, что он не хочет, чтобы Эмил переходил в другой клуб, так как он — важное звено в команде. Хески пожертвовал средства своему первому клубу «Лестеру», который испытывал финансовые проблемы. В сезоне 2002/2003 Эмил забил 9 голов в 51 матче за «Ливерпуль» и был раскритикован за низкую результативность.
Некоторые  любят критиковать Эмиля, но я могу производить много фактов и цифр для подтверждения того, что он для нас важен, и сколько голов мы забили с его участием.
В 2003/2004 сезоне Хески сталкивается с конкуренцией со стороны Милана Бароша за место в стартовом составе. В январе 2004 года Эмил получил травму подколенного сухожилия в матче против «Ньюкасл Юнайтед» и выбыл на 3 недели. Несмотря на все сложности, Хески смог забить больше, чем в прошлом сезоне (12 голов) и попал в заявку сборной Англии на Евро-2004.

### «Бирмингем Сити»
В конце сезона 2003/2004 Хески подписал контракт с «Бирмингем Сити». Он получил травму лодыжки во время предсезонной подготовки в товарищеском матче против «Осасуны», но это не помешало дебютировать за новый клуб в первом матче сезона с «Портсмутом» 14 августа. Дебютный гол Эмила принёс «Бирмингему» победу в матче против «Манчестер Сити». Хески был назван лучшим игроком сезона в клубе и стал лучшим бомбардиром клуба за сезон (11 голов). После каждого матча в «Бирмингеме» вручается награда «Игрок матча» и Хески её выигрывал чаще всех.
Следующий сезон был неудачным для Хески. Он получил травму лодыжки против в матче против «Блэкберн Роверс» 19 апреля 2006 года и забил только 4 гола в 34 матчах, а бирмингемцы были релегированы из Премьер-лиги. На футболиста обрушилась масса критики. Каррен Брэди, исполнительный директор «Бирмингема», заявил, что переход команды в низшую лигу не дает возможности «Ливерпулю» просить за Хески дополнительные 1,5 млн фунтов.

### «Уиган Атлетик»
Хески перешёл в «Уиган Атлетик» за 5,5 млн фунтов 7 июля 2006 года. Он дебютировал за новый клуб в матче против «Ньюкасл Юнайтед» 19 августа 2006 года, но не помог «Уигану» избежать поражения. Хески забил свой первый гол за сине-белых в матче против «Рединга» и принёс клубу минимальную победу. Он забил 8 голов в 36 матчах в сезоне 2006/2007 и по мнению некоторых журналистов помог «Уигану» избежать релегирования. В сентябре 2007 года Эмил получил травму плюсневой кости и вернулся на поле только в ноябре, но уже в декабре опять получил травму лодыжки в матче против «Блэкберна». 14 апреля 2008 года Хески забил на 90-й минуте гол в ворота «Челси». Хески помог сине-белым сыграть вничью с «Тоттенхэмом». Это был последний гол Эмила в сезоне, который всего забил 4 в 30 матчах.
Эмил забил свой первый гол в сезоне 2008/2009 в матче против «Халл Сити». В октябре 2008 года Хески заявил, что он хочет играть в Лиге Чемпионов УЕФА, но об уходе из «Уигана» не думает. Его бывший клуб, «Ливерпуль» хотел подписать Эмила в зимнее трансферное окно, однако тренер «Уигана» Стив Брюс заявил, что не хочет отпускать Хески. Эмил прокомментировал интерес бывшего клуба: «Было бы хорошо, если бы я вернулся. Мы будем следить за ходом сделки». Он забил свой 100-й гол в Премьер-лиге в матче против «Портсмута» 1 ноября 2008 года, матч завершился в пользу «Уигана». Дэйв Уилан, председатель сине-белых, намекнул, что Хески может уйти в зимнее трансферное окно. Тренер «Уигана» Брюс хотел сохранить Эмила в клубе. Хески получил травму подколенного сухожилия в матче с «Болтоном» и пропустил несколько матчей. Позже он заявил, что не будет оставаться в «Уигане» и перейдёт в другой клуб.

### Астон Вилла
23 января 2009 года Хески подписал контракт с «Астон Виллой» на 3,5 года за 3,5 млн фунтов стерлингов. Он дебютировал за бирмингемцев в матче против «Портсмута» 27 января 2009 года и отличился забитым голом. Он забил ещё один гол до конца сезона, в матче с «Вест Хэм Юнайтед», чем спас «Виллу» от поражения, закончив сезон с 14 матчами и двумя голами в активе.
В июле 2009 года Эмил получил сотрясение мозга в предсезонной товарищеской игре против «Малаги». Хески, как сообщается, заявил, что он рассматривает возможность оставить «львов» в январе трансферного окна 2010 года. Мартин О’Нил ответил, что «В Вилле есть игроки с желанием поехать на чемпионат мира. Я бы не стал переходить в другой клуб в такой ситуации». Однако, Хески позже отрицал, что он стремился покинуть клуб. Тренер команды заявил, что он был обеспокоен тем, что частые травмы Хески мешали набрать ему пиковую форму. Хески завершил сезон 2009/2010 с 42 выступлениями и пятью голами.
В сезоне 2010/2011 тренером «Астон Виллы» был бывший наставник по «Ливерпулю» Жерар Улье, который давал Хески много игрового времени. Эмил забил победные голы в противостояниях с «Вулверхэмптон Уондерерс» и «Вест Бромвич Альбион». 7 мая 2011 года, в домашнем матче «Астон Виллы» против «Уигана» Хески начал ругаться с арбитром Майком Джонсом из-за неназначенного штрафного. Он получил жёлтую карточку за своё поведение. Также карточку заработали Брэд Фридель и капитан Стилиян Петров. В перерыве стюардам пришлось опять успокаивать Эмила. Гари Макалистер решил заменить его на Марка Албрайтана. Несмотря на этот случай, Хески не был наказан за его поведение на поле клубом или Футбольной ассоциации Англии. Одноклубник Эмила, Люк Янг позже сказал, что Хески «повезло, что он не получил красную карточку».
Хески играл за львов в течение ещё одного года и забил только один раз, в августе 2011 года в матче против «Блэкберн Роверс».

### Ньюкасл Джетс
Хески подписал контракт с командой австралийской А-лиги «Ньюкасл Джетс» 21 сентября 2012 года. Он дебютировал за новый клуб в матче с «Аделаида Юнайтед», в котором он был заменен на 72-й минуте. Хески забил свой первый гол за «Джетс» в матче против «Сиднея» 13 октября 2012 года. Хески продолжил забивать и забил за 5 матчей 5 голов, в том числе в дерби с «Сентрал Кост Маринерс», два гола в ворота «Мельбурн Виктори» 26 октября и один гол в ворота «Вестерн Сидней Уондерерс», став лучшим бомбардиром чемпионата. В матче против «Мельбурна» была опробована «Heskey Cam», что позволило зрителям отслеживать движения Хески с одной камеры на протяжении всего матча. Хески закончил сезон 2012/2013 с девятью голами в 23 матчах и был номинирован на награду «Игрок Года». Хески подписал новый контракт с клубом в апреле 2013 года. Он забил всего один раз за сезон за 19 матчей и покинул клуб.

### Болтон Уондерерс
В декабре 2014 года стало известно, что 36-летний нападающий тренируется с английским клубом «Болтон Уондерерс». А 23 декабря Хески провёл свой первый матч за «Странников», отыграв 63 минуты за молодёжную команду в матче против «Рединга». Игра завершилась со счётом 1:3 в пользу «Роялс».

## Карьера в сборной

### Юношеский уровень
Хески играл в сборной Англии до 16 лет (4 матча) и до 18 лет (8 матчей).. Он играл вместе с Майклом Оуэном в юношеской сборной, которая заняла третье место на чемпионате Европы во Франции. Хески начал играть за молодёжную команду Англии в 1996 году, дебютировав в матче с Польшей 8 октября 1996 года. Год спустя, 30 мая 1997 года, он забил в ворота той же Польше и помог англичанам сыграть вничью 1:1. После того, он забивал Югославии в отборочном турнире к чемпионату Европы. Он сыграл за молодёжную сборную 17 матчей и забил 6 голов. Эмил также принял участие в матче Второй сборной Англии против Чили 10 февраля 1998 года, в котором он забил на 90-й минуте.

### Основная сборная
Хески был в заявлен основном составе сборной Англии по футболу в матче против сборной Чехии 18 ноября 1998 года, но не вышел на поле. Он дебютировал за основную сборную в матче против сборной Венгрии 28 апреля 1999, а первый раз вышел в стартовом составе в матче против Аргентины на «Уэмбли». Первый гол за сборную Эмил забил 3 июня 2000 в ворота сборной Мальты. Он попал в заявку на чемпионат Европы 2000, сыграл там в двух матчах (против Португалии и сборной Румынии).
Хески попал в заявку сборной на Чемпионат мира 2002 и сыграл в матче против Швеции и против Дании, где забил гол. Также он играл в матче, где Англия проиграла будущим чемпионам-бразильцам.
В матче против Словакии в октябре 2002 года Эмил и его партнер по сборной Эшли Коул были оскорблены расовому признаку. УЕФА начало расследование инцидента. После расследования УЕФА наказало Словакию матчем без зрителей.
В 2003 году, после появления Уэйна Руни в сборной, Эмил стал реже попадать в состав. Журналисты критиковали Хески за недостаточную результативность, но несмотря на это он всегда попадал в заявку сборной и после замены Майкла Оуэна в матче против сборной Сербии и Черногории в его родном городе Лестере в июне 2003 года он надел капитанскую повязку. Хески был заявлен в составе сборной Англии на Евро-2004, но был раскритикован за игру на турнире: он вышел на замену в матче против Франции, в то время когда Англия вела 1:0, нападающий нарушил правила в отношении Клоде Макелеле на краю штрафной площади, и Франция сравняла счёт. Англия в конце концов проиграла 2:1.
Хески был в составе сборной Англии для отборочных матчей к чемпионату мира 2006 против Северной Ирландии и Азербайджана в 2005 году. С появлением Питера Крауча в сборной Эмила всё реже стали приглашать принять участие в матчах сборной.
Количество международных выступлений Хески, когда сборной руководил Стив Макларен, заметно уменьшилось. Но по рекомендации Майкла Оуэна его начали вызывать в сборную, так как Майкл хотел играть вместе с Эмилом. Он начал игру против сборной Израиля с первых минут и сыграл важную роль в атаке Англии. Хески также провёл следующий матч против России, несмотря на хорошую форму Крауча и поучаствовал в голе Оуэна. Алан Ширер прокомментировал выступления Хески в этих двух играх так: «Я никогда не стану утверждать, что Хески лучше Руни, но в последних двух играх Эмил был великолепен».
Хески был вызван в первую сборную под руководством Фабио Капелло на матч против сборной Швейцарии, но Эмил получил травму и не смог в нём сыграть. Его пригласили принять участие в товарищеском матче против Чехии в августе 2008 года, и Хески вышел на поле в этом поединке на 46-й минуте, матч закончился 2-2. Эмила продолжали вызывать в сборную на следующие отборочные матчи к чемпионату мира по футболу 2010 против Андорры и Хорватии. Хески снова подвергся расистским оскорблениям во время матча против Хорватии, после чего FIFA начала расследование и оштрафовала Футбольную федерация Хорватии на 15 000 фунтов стерлингов. Он достиг отметки 50 матчей за сборную Англии в поединке против сборной Беларуси 15 октября 2008 года, после чего Эмила стали рассматривать, как временную замену Уэйна Руни. Он сыграл в матче против сборной Испании в феврале 2009 года, и тренер «Астон Виллы» раскритиковал наставника трёх львов Фабио Каппело за то, что он выпустил травмированного Эмила на поле. Хески забил свой первый за шесть лет гол за сборную Англии в поединке против Словакии. Он получил травму подколенного сухожилия во время этой игры. Он забил также в матче, когда англичане победили 4:0 Казахстан в отборочном чемпионате мира 2010 в июне 2009 года.
Хески был в предварительном списке Англии на чемпионат мира 2010 года, а позже попал в окончательную заявку. Хески травмировал капитана сборной Англии Рио Фердинанда на тренировке 4 июня, и игрок «Манчестер Юнайтед» не смог выступить на турнире. Он выходил в стартовом составе Англии в матче с США и отдал голевой пас на Стивена Джеррарда.
Хески ушёл из международного футбола 15 июля 2010 года в возрасте 32 лет, забив семь мячей в 62 матчах за сборную Англии.

## Стиль игры
Хески играет на позиции центрального нападающего, но может играть и на левом фланге. Эмил обладает хорошими физическими данными и всегда работает с полной самоотдачей. Рабочая нога Эмила — правая. За Хески замечали, что он держит мяч и отвлекает защитников, которые оставляют пространство за собой, туда врывается партнёр Эмила по команде, он даёт ему пас и тот забивает. Его описывали как бескорыстного игрока который не скупится на передачи. Эмил однажды сказал: «Нападающие хотят забить гол, но я думаю, что я принесу намного больше пользы, если буду играть на команду».
Любой футболист скажет вам, как много привносит Хески в игру всей сборной и насколько он хорош как командный игрок. И это очень важно, потому что в последние годы у нас было слишком много индивидуальностей. Но Хески занимает важное место в команде, именно там, где он должен быть.Тони Котти
Тем не менее, в середине карьеры он подвергался критике в средствах массовой информации за отсутствие голов и голевых передач и говорили, что он стал игроком более низкого уровня, чем был в начале карьеры. Корреспондент «Гардиан» сравнил его игру с тупым инструментом, который дубасит оборону.

## Личная жизнь
Хески был женат на Кайли Пинсент, но пара рассталась в 2004 году и в настоящее время Эмил женат на Чантил Таго. Он начал встречаться с Таго тайно в 2002 году, она была официанткой в клубе. Через два года после этого Пинсент рассталась с Хески. Эмил отец пятерых детей, трое из них от Пинсент и двое от Таго. В июле 2008 года дом Хески ограбили. В 2009 году его состояние оценили в 12 миллионов фунтов стерлингов. Хески и другие игроки сборной Англии поддержали акцию Shoe Aid for Africa, которая была направлена на оказание помощи детям из бедных семей в Африке.

## Статистика

### Клуб
| Клуб                  | Сезон            | Лига             | Лига | Лига | КА   | КА   | КАЛ  | КАЛ  | Еврокубки | Еврокубки | другие | другие | Всего | Всего |
| Клуб                  | Сезон            | Дивизион         | Игры | Голы | Игры | Голы | Игры | Голы | Игры      | Голы      | Игры   | Голы   | Игры  | Голы  |
| --------------------- | ---------------- | ---------------- | ---- | ---- | ---- | ---- | ---- | ---- | --------- | --------- | ------ | ------ | ----- | ----- |
| Лестер Сити           | 1994/1995        | Премьер-лига     | 1    | 0    | 0    | 0    | 0    | 0    | —         | —         | —      | —      | 1     | 0     |
| Лестер Сити           | 1995/1996        | Чемпионшип       | 30   | 7    | 0    | 0    | 2    | 0    | —         | —         | 3      | 0      | 35    | 7     |
| Лестер Сити           | 1996/1997        | Премьер-лига     | 35   | 10   | 3    | 0    | 9    | 2    | —         | —         | —      | —      | 47    | 12    |
| Лестер Сити           | 1997/1998        | Премьер-лига     | 35   | 10   | 2    | 0    | 0    | 0    | 2         | 0         | —      | —      | 39    | 10    |
| Лестер Сити           | 1998/1999        | Премьер-лига     | 30   | 6    | 2    | 0    | 8    | 3    | —         | —         | —      | —      | 40    | 9     |
| Лестер Сити           | 1999/2000        | Премьер-лига     | 23   | 7    | 4    | 0    | 8    | 1    | —         | —         | —      | —      | 35    | 8     |
| Лестер Сити           | Всего            | Всего            | 154  | 40   | 11   | 0    | 27   | 6    | 2         | 0         | 3      | 0      | 197   | 46    |
| Ливерпуль             | 1999/2000        | Премьер-лига     | 12   | 3    | 0    | 0    | 0    | 0    | —         | —         | —      | —      | 12    | 3     |
| Ливерпуль             | 2000/2001        | Премьер-лига     | 36   | 14   | 5    | 5    | 4    | 0    | 11        | 3         | —      | —      | 56    | 22    |
| Ливерпуль             | 2001/2002        | Премьер-лига     | 35   | 9    | 2    | 0    | 1    | 0    | 17        | 5         | 1      | 0      | 56    | 14    |
| Ливерпуль             | 2002/2003        | Премьер-лига     | 32   | 6    | 3    | 0    | 5    | 0    | 11        | 3         | 1      | 0      | 52    | 9     |
| Ливерпуль             | 2003/2004        | Премьер-лига     | 35   | 7    | 4    | 1    | 2    | 2    | 6         | 2         | —      | —      | 47    | 12    |
| Ливерпуль             | Всего            | Всего            | 150  | 39   | 14   | 6    | 12   | 2    | 45        | 13        | 2      | 0      | 223   | 60    |
| Бирмингем Сити        | 2004/2005        | Премьер-лига     | 34   | 10   | 2    | 1    | 2    | 0    | —         | —         | —      | —      | 38    | 11    |
| Бирмингем Сити        | 2005/2006        | Премьер-лига     | 34   | 4    | 3    | 0    | 3    | 1    | —         | —         | —      | —      | 40    | 5     |
| Бирмингем Сити        | Всего            | Всего            | 68   | 14   | 5    | 1    | 5    | 1    | —         | —         | —      | —      | 78    | 16    |
| Уиган Атлетик         | 2006/2007        | Премьер-лига     | 34   | 8    | 1    | 0    | 1    | 0    | —         | —         | —      | —      | 36    | 8     |
| Уиган Атлетик         | 2007/2008        | Премьер-лига     | 28   | 4    | 2    | 0    | 0    | 0    | —         | —         | —      | —      | 30    | 4     |
| Уиган Атлетик         | 2008/2009        | Премьер-лига     | 20   | 3    | 0    | 0    | 2    | 0    | —         | —         | —      | —      | 22    | 3     |
| Уиган Атлетик         | Всего            | Всего            | 82   | 15   | 3    | 0    | 3    | 0    | —         | —         | —      | —      | 88    | 15    |
| Астон Вилла           | 2008/2009        | Премьер-лига     | 14   | 2    | 0    | 0    | 0    | 0    | 0         | 0         | —      | —      | 14    | 2     |
| Астон Вилла           | 2009/2010        | Премьер-лига     | 31   | 3    | 4    | 0    | 5    | 2    | 2         | 0         | —      | —      | 42    | 5     |
| Астон Вилла           | 2010/2011        | Премьер-лига     | 19   | 3    | 2    | 0    | 2    | 2    | 2         | 1         | —      | —      | 25    | 6     |
| Астон Вилла           | 2011/2012        | Премьер-лига     | 28   | 1    | 1    | 0    | 0    | 0    | —         | —         | —      | —      | 29    | 1     |
| Астон Вилла           | Всего            | Всего            | 92   | 9    | 7    | 0    | 7    | 4    | 4         | 1         | —      | —      | 110   | 14    |
| Ньюкасл Юнайтед Джетс | 2012/2013        | А-лига           | 23   | 9    | —    | —    | —    | —    | —         | —         | —      | —      | 23    | 9     |
| Ньюкасл Юнайтед Джетс | 2013/2014        | A-лига           | 19   | 1    | —    | —    | —    | —    | —         | —         | —      | —      | 19    | 1     |
| Ньюкасл Юнайтед Джетс | Всего            | Всего            | 42   | 10   | —    | —    | —    | —    | —         | —         | —      | —      | 42    | 10    |
| Всего за карьеру      | Всего за карьеру | Всего за карьеру | 588  | 127  | 40   | 7    | 54   | 13   | 51        | 14        | 5      | 0      | 738   | 161   |

### Сборная
| Команда | Год   | Матчи | Голы |
| ------- | ----- | ----- | ---- |
| Англия  | 1999  | 4     | 0    |
| Англия  | 2000  | 7     | 1    |
| Англия  | 2001  | 9     | 2    |
| Англия  | 2002  | 11    | 1    |
| Англия  | 2003  | 7     | 1    |
| Англия  | 2004  | 5     | 0    |
| Англия  | 2007  | 2     | 0    |
| Англия  | 2008  | 5     | 0    |
| Англия  | 2009  | 7     | 2    |
| Англия  | 2010  | 5     | 0    |
| Всего   | Всего | 62    | 7    |

## Достижения

### Командные
Ливерпуль
- Обладатель Кубка Англии: 2001
- Обладатель Кубка Лиги: 2000, 2001, 2003
- Обладатель Суперкубка Англии: 2001
- Обладатель Кубка УЕФА: 2001
- Обладатель Суперкубка УЕФА: 2001